# 克里斯·伯利
克里斯·伯利（英語：Kris Burley，1974年1月29日—），生于新斯科舍省，加拿大前男子竞技体操运动员。他曾代表加拿大参加1995年和1999年泛美运动会体操比赛，共获得四枚铜牌。